# Marko Žerovnik
Marko Žerovnik, slovenski geograf, tematski kartograf * 19. april 1932, Mengeš.

## Življenje in delo
Marko, Žerovnik, je diplomiral leta1971 na FF v Ljubljani in doktoriral leta1988 na prirodoslovno-matematični fakulteti v Zagrebu. Delal je  kot kartograf na oddelku za  geografijo FF v Ljubljani (1959-67), nato na Inštitutu za geodezijo in fotogrametrijo. Od leta1971 do 1979 je vodil kartografski oddelek pri Geografskem inštitutu Antona Melika ZRC SAZU. V letih 1984-92 je bil samostojni kulturni delavec, 1992-94 pa ravnatelj Centra srednjih šol v Domžalah. Ukvarjal se je s teoretsko in aplikativno kartografijo; opremil je več učbenikov, priročnikov in znanstvenoraziskovalnih del z grafičnimi in kartografskimi ponazorili. Izdelal je stenski, turistični in ročni zemljevid Slovenije, mestna načrta Ljubljane (1966) in Maribora (1967) in druge tematske karte. V strokovnih edicijah je objavil več člankov; za potrebe občine Komenda, Kamnik in Mengeš pa številne demografske študije. V samozaložbi je izdal več knjig, potopisov in pesniških zbirk.                
Učbeniki
- Zemljepis za 6. razred osnovnih šol (1962) (COBISS)
- Zemljepis za 7. razred osnovnih šol (Sovjetska zveza in neevropske zemljine) (1985) (COBISS)
- Zemljepis za 8. razred osnovnih šol (1965) (COBISS)
- Obča geografija: priročnik za gimnazije in druge srednje šole (1967) (COBISS)
- Regionalna geografija za 3. razred gimnazij in drugih srednjih šol (Učbenik in priročnik) (1969) (COBISS)
- Regionalna geografija za 2. razred gimnazij in drugih srednjih šol (Učbenik in pri priročnik) (1972) (COBISS)
- A Jugoszláv SZSZK a mi hazánk: társadalmi ismeretek a kétnyelvű általános iskolá 5.osztálya számára = Naša domovina SFR Jugoslavija: spoznavanje družbe za 5.razred (1984) (COBISS)
- Naša domovina SFRJ Jugoslavija: spoznavanje družbe za 5. razred (1984) (COBISS)
- La nostra patria - la RSF di Jugoslavia: conoscenza della società per la V classe della scuola elementare (1984) (COBISS)

### Vaje
- Vaje iz geografije: za gimnazije in druge srednje šole. Ljubljana: Mladinska knjiga (1968, 1. ponatis 1969) (COBISS)

### Šolski atlas
- Moj prvi šolski atlas za 3. in 4. razred osnovne šole (1972) (COBISS)
- Moj prvi šolski atlas za 3., 4. in 5 razred osnovne šole (1983) (COBISS)
- Atla orirode i društva za 3. i 4. razred osnovne škole (1985) (COBISS)

### Zemljevidi
- Načrt Ljubljane 1 : 10.000 (1967)  (COBISS)
- Načrt Maribora 1 : 10.000 (1967)  (COBISS)
- Julijske Alpe 1 : 75.000 (1968)  (COBISS)
- Socialistična republika Slovenije 1 : 500.000 (1970)  (COBISS)
- Stenski zemljevid Slovenije 1 : 150.000 (1982)  (COBISS)
- Turistični zemljevid Slovenije 1 : 300.000 (1983)  (COBISS)
- Ročni zemljevid Slovenije 1 : 500.000 (1998)  (COBISS)
- Padavinska karta - Ljubljana : s. n. (1960) (COBISS)
- Reliefni tipi - zemljevid - Ljubljana : s. n. (1960) (COBISS)

### Knjige
- Geografija: naš planet, njegovi prebivalci in njegovo prebivalstvo (1969)  (COBISS)
- Komenda: Breg, Gmajnica, Gora, Klanec, Komenda, Komendska Dobrava, Križ, Mlaka, Moste, Nasovče, Podboršt, Potok, Suhadole, Žeje. Komenda: Glavarjeva družba (1992)  (COBISS)
- V iskanju zavetja - Vsem žrtvam druge svetovne vojne iz komendske fare (1995)  (COBISS)
- V iskanju zavetja - Zamolčanim žrtvam druge svetovne vojne iz komendske fare (1995) (COBISS)
- Vodnik po Komendi in okolici (1996)  (COBISS)
- Občina Komenda - Življenje od kamene dobe do danes (2002)  (COBISS)
- Ivan Selan - Od ponarejanja denarja do slavnega kartografa (2012)  (COBISS)
- Po trnovi poti (2014)  (COBISS)

### Potopisi in pesniške zbirke
- Potovanja - Doživljanje sveta iz prve roke (2016)  (COBISS)
- Opojnost gora (2017)  (COBISS)
- Opis puta ekskurzije VI. kongresa geografa FNRJ u NR Sloveniji (1961) (COBISS)
- Odmev tišine (2018) (COBISS)
- Poezija cvetja in življenja (2018) (COBISS)
- Utrinki: od vasi do vasi v občini Komenda (2019)  (COBISS)
- Poezija cvetja in življenja: II. del (2019)  (COBISS)
- Poezija Gorenjske (2020)(COBISS)
- Moja pot (2021) (COBISS)
- Alpe: kamenine življenja (2022) (COBISS)
- Jugozahodna Slovenija z Ljubljano: zgodbe v rimah (2022) (COBISS)
- Sprehod po Sloveniji: zgodbe v rimah (2023) (COBISS)
- Papua: kanibalizem v gorskem svetu ni izključen (2024) (COBISS)
- Severni Pakistan: med Patani, Hunzi in Kalaši (2024) (COBISS)
- Potovanje po spominu: Jemen in Eritreja (2025) (COBISS)
- Kenija in Tanzanija: zibelka človeštva (2025) (COBISS)
- Sulawesi: na še aktivnem vulkanu Mahawu (2025) (COBISS)

### Strokovni članki
- Problemski pristop k izdelavi tematskih kartografskih grafičnih prikazov (1984)  (COBISS)
- Kreiranje otroškega atlasa kot slikanice (1989)  (COBISS)
- Sodelovanje otrok pri izdelavi otroškega atlasa (1989)  (COBISS)
- Skrivnost križa - Tretji dan (19, št. 5, 1990) (COBISS)
- Geografski oris župnije Komenda (1992)  (COBISS)
- Moje sodelovanje z Ivanom Selanom (1992)  (COBISS)
- Narodove in narodnostne spremembe (1996)  (COBISS)
- Slavnostna akademija ob stoletnici rojstva kartografa samouka Ivana Selana (2002)  (COBISS)
- Zemljevid Slovenije ima v glavi (2005)  (COBISS)
- Sulawesi, otok iskrivih oči in raznolike narave (2006)  (COBISS)
- V zrcalu kamene dobe - Papua Nova Gvineja (2007)  (COBISS)
- Umrl je Ivan Selan (1902-1981) - Geografski vestnik (letnik 54, 1982) (COBISS)
- Slavnostna akademija ob stoletnici rojstva kartografa samouka Ivana Selana, Komenda (2002) (COBISS)
- Skrivnost križa - Tretji dan (19, št. 5, 1990) 73535488(COBISS)
- Opis puta ekskurzije VI. kongresa geografa FNRJ u NR Sloveniji (1961) (COBISS)

Demografske študije
- Demografsko geografska problematika osnovnega šolstva v Komendi, Krajevna skupnost Komenda (1990)
- Regionalni pristop k izdelavi demografskih in gospodarskih kazalcev na območju občine Kamnik: študijska analiza in program preoblikovanja občine Kamnik v predlagane nove občine - posebej za sedanjo občino Kamnik in posebej za predvidene občine Kamnik in posebej za predvidene občine Kamnik, Kamniška Bistrica, Komenda in Tuhinjska dolina, Izvršni  svet skupščine občine Kamnik (1994)
- Demografski kazalci za potrebe šolskega okoliša Komenda - Moste, Oddelek za družbene dejavnosti v občini Kamnik (1997)
- Geografski elementi in Faktorji v prostorskem načrtu občine Komenda, Občina Komenda (1999)
- Demografija in strokovne podlage za planske potrebe občine Mengeš za obdobje 2000 - 2020, Občina Mengeš (2000)
- Občina Komenda 1994 - 2004: Demografski gospodarski vpogled, Občina Komenda (2005)
- Demografska študija o predšolskih otrocih v občini Komenda v obdobju 2008 - 2025, Občina Komenda (2008)
- Občina Komenda 2004 - 2019: Demografski gospodarski vpogled, Občina Komenda (2020)

### Druge dejavnosti
Soustanovitelj Aplence, Glasila občine Komende (1992)                                                                                                                    Pobudnik postavitve spomenika zamolčanim žrtvam druge svetovne vojne iz komendske fare v Komendi (1995)                               Ustanovitelj spominske sobe znamenitega kartografa Ivana Selana v Komendi (2002)

### Študij
- Diplomsko delo: Predstavitev kartografske obdelave nekaterih demografskih pojavov na primeru ljubljanske regije za leto 1961 (1971) (COBISS)
- Magistrsko delo: Preučevanje o aplikaciji kartografskih metod na primeru razvoja naselij v občini Kamnik (1980) (COBISS)
- Doktorska disertacija: Koncepcija in aplikacija kartografije v izobraževalnem sistemu (1988) (COBISS)

## Priznanja
- Univerzitetna Prešernova nagrada za nalogo Elementi geografsko-populacijskega razvoja celjske občine med leti 1869-1960, Univerza v Ljubljani  (31. januar 1962)
- Priznanje za spontano pomoč in sodelovanje v Občini Komenda, Komenda  (15. maj 2001)
- Zlata plaketa za odmevno strokovno, raziskovalno, aplikativno, pedagoško in organizacijsko delo na področju slovenske geografije in društvene dejavnosti, Zveza geografskih društev Slovenije, Ljubljana  (9. maj 2002)